# Киндзати
Киндзати (груз. ქინძათი) — село в Грузии. Находится в Хашурском муниципалитете края Шида-Картли. Высота над уровнем моря составляет 820 метров. Население — 304 человека (2014).